# Theropithecus gelada
El gelada (Theropithecus gelada) es una especie de primate catarrino de la familia Cercopithecidae endémica de las tierras altas de Etiopía. Los geladas pesan entre 13 y 20 kilogramos, y al igual que los babuinos, son terrestres y pasan el tiempo alimentándose en las praderas.
Algunos autores incluyen el gelada dentro del género Papio, pero desde 1979 se le ha incluido en otro género separado, Theropithecus. Theropithecus gelada es la única especie viviente, aunque se conocen al menos otros dos linajes separados en el registro fósil. A pesar de que los geladas están restringidos hoy a Etiopía, se conocen fósiles del género procedentes de Sudáfrica, Malawi, República Democrática del Congo, Tanzania, Uganda, Kenia, Etiopía, Argelia, Marruecos, España e India.
Puede distinguirse de los babuinos por la piel de vivos colores en su pecho. La mancha está poco definida y, en los machos, está teñida de rojo y rodeada de pelo blanco. En las hembras, la mancha está bastante menos pronunciada. Sin embargo, cuando hace calor, la mancha de las hembras se torna brillante y salpicada de ampollas. Este proceso es similar a la hinchazón de las nalgas durante el estro, algo común en los babuinos.

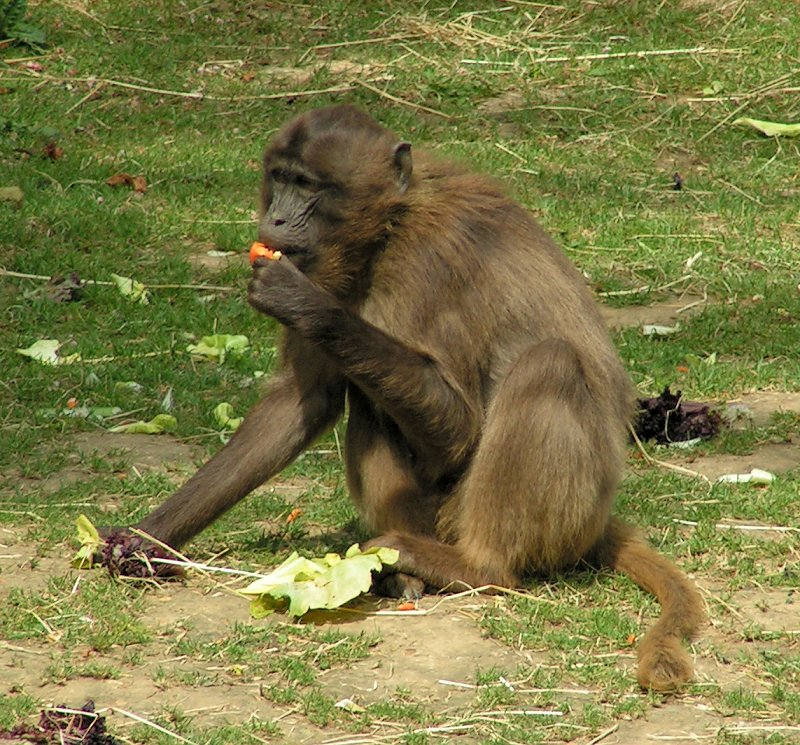
Gelada hembra.

Los geladas viven en pequeños grupos compuestos por un macho, varias hembras y sus crías. Estas pequeñas bandas se unen con otras para alimentarse, formando grupos de hasta 350 individuos. Ocasionalmente se ha visto reunidos a más de 650 geladas alimentándose, formando subgrupos más pequeños entre ellos dentro de ese conjunto.
Los geladas se alimentan preferentemente de hierbas, comiéndose la planta entera, incluidas semillas,  raíces y  tallos. Tienen los pulgares oponibles más desarrollados de los monos del Viejo Mundo, lo que les permite separar con gran destreza las hierbas para encontrar las partes más nutritivas. Se sabe que también comen fruta en alguna ocasión.
A pesar de que no se les considera una especie amenazada, se cree que solo existen unos 50-60.000 geladas. La caza y la destrucción de su hábitat han forzado a los geladas a penetrar en las áreas habitadas por los papiones olivas y se han observado casos de hibridación entre ambos grupos. Además, en la parte más al sur de la meseta de Amhara, los geladas machos son muertos cada dos años para utilizar sus melenas en las ceremonias de bienvenida a la madurez. La pérdida de la mayor parte de la población de machos adultos de forma regular ha trastornado la estabilidad poblacional de la especie.
Es el único primate no humano con la capacidad de sostener una conversación con sus semejantes a partir de rápidas modulaciones del tono y volumen de la voz. Realiza esto mediante el chasquido de los labios.

## Subespecies
Se han descrito las siguientes subespecies:
- T. g. gelada (Rüppell, 1835)
- T. g. obscurus Heuglin, 1863